# Meridolum benneti
Meridolum benneti é uma espécie de gastrópode  da família Camaenidae.
É endémica da Austrália.